# Never (canción de Heart)
«Never» (en español: Nunca, Jamás) es una canción de la banda estadounidense Heart. Fue lanzada como sencillo del álbum de 1985 Heart. Al igual que el sencillo anterior, llamado "What About Love", el videoclip de "Never" obtuvo rotación en el canal MTV.

## Personal
- Ann Wilson - voz
- Nancy Wilson - voz, guitarra
- Howard Leese - guitarra
- Denny Carmassi - batería
- Mark Andes - bajo